# ویلیامز کوکولو
ویلیامز کوکولو (انگلیسی: Williams Kokolo؛ زادهٔ ۹ ژوئن ۲۰۰۰) بازیکن فوتبال است.
از باشگاه‌هایی که در آن بازی کرده‌است می‌توان به باشگاه فوتبال ساندرلند اشاره کرد.